# بيلي هوغ
بيلي هوغ (بالإنجليزية: Billy Hogg)‏ (29 مايو 1879 بنيوكاسل أبون تاين في المملكة المتحدة - 30 يناير 1937 بسندرلاند في المملكة المتحدة) هو لاعب كرة قدم بريطاني (وحمل سابقاً جنسية المملكة المتحدة لبريطانيا العظمى وأيرلندا) في مركز جناح ‏. شارك مع منتخب إنجلترا لكرة القدم. أما مع النوادي، فقد لعب مع ريث روفرز ونادي دندي ونادي رينجرز ونادي سندرلاند ونادي ويلينجتون.

## وصلات خارجية
- بيلي هوغ على موقع ناشيونال فوتبول تيمز (الإنجليزية)